# Werner von Schmieden

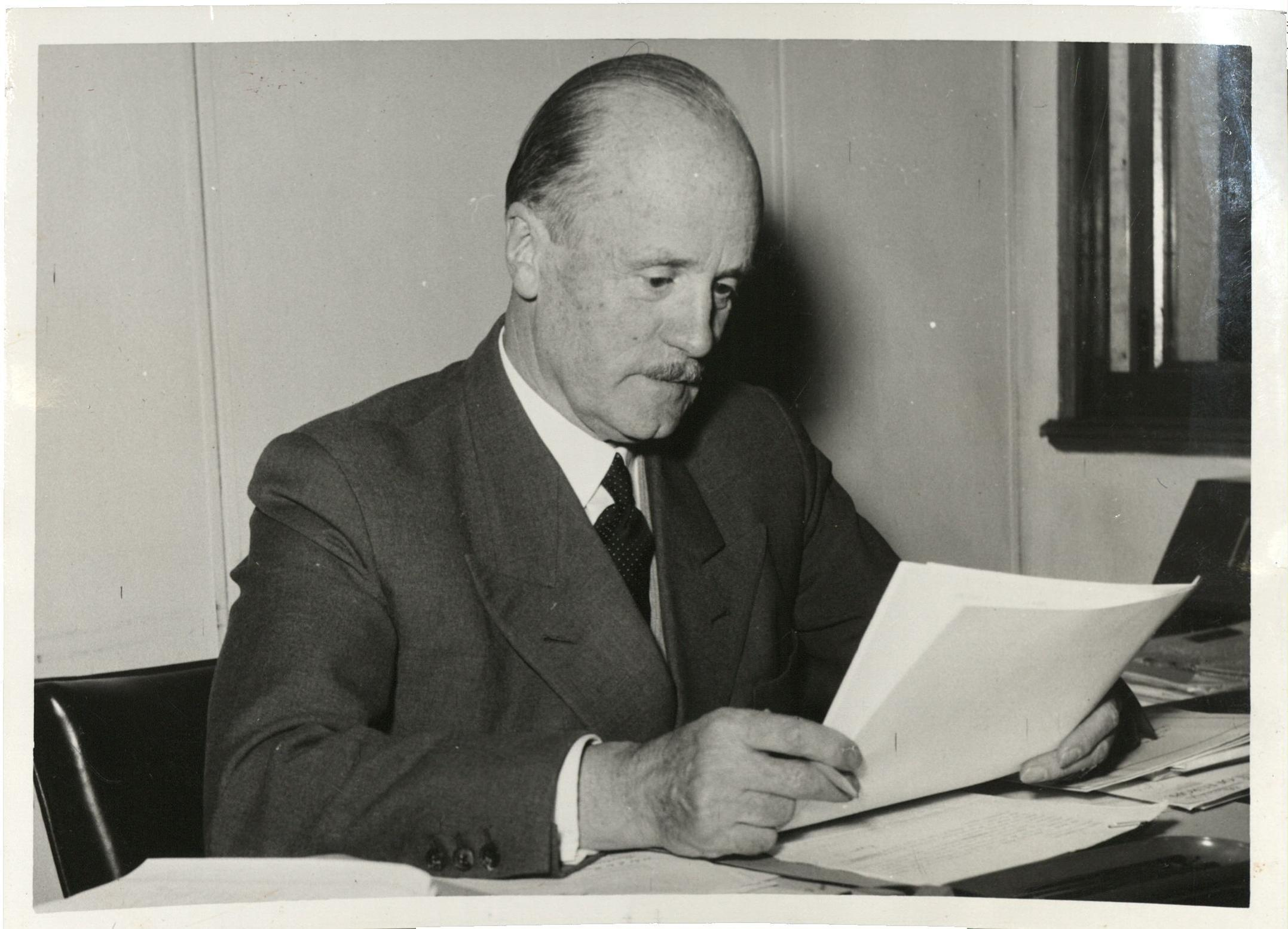
Werner von Schmieden, PA AA, NL 280, 6: Portraitfotografie, rückseitig beschriftet: „Dr. W. von Schmieden – ‚Directeur des Etudes‘ in seinem Dienstzimmer (1954) Gen[eral]Sekretariat d[es] EuropaRats“

Karl August Günther Werner von Schmieden (* 13. Dezember 1892 in Leipzig; † 10. Juni 1979 in Baden-Baden) war ein deutscher Diplomat.

## Familie

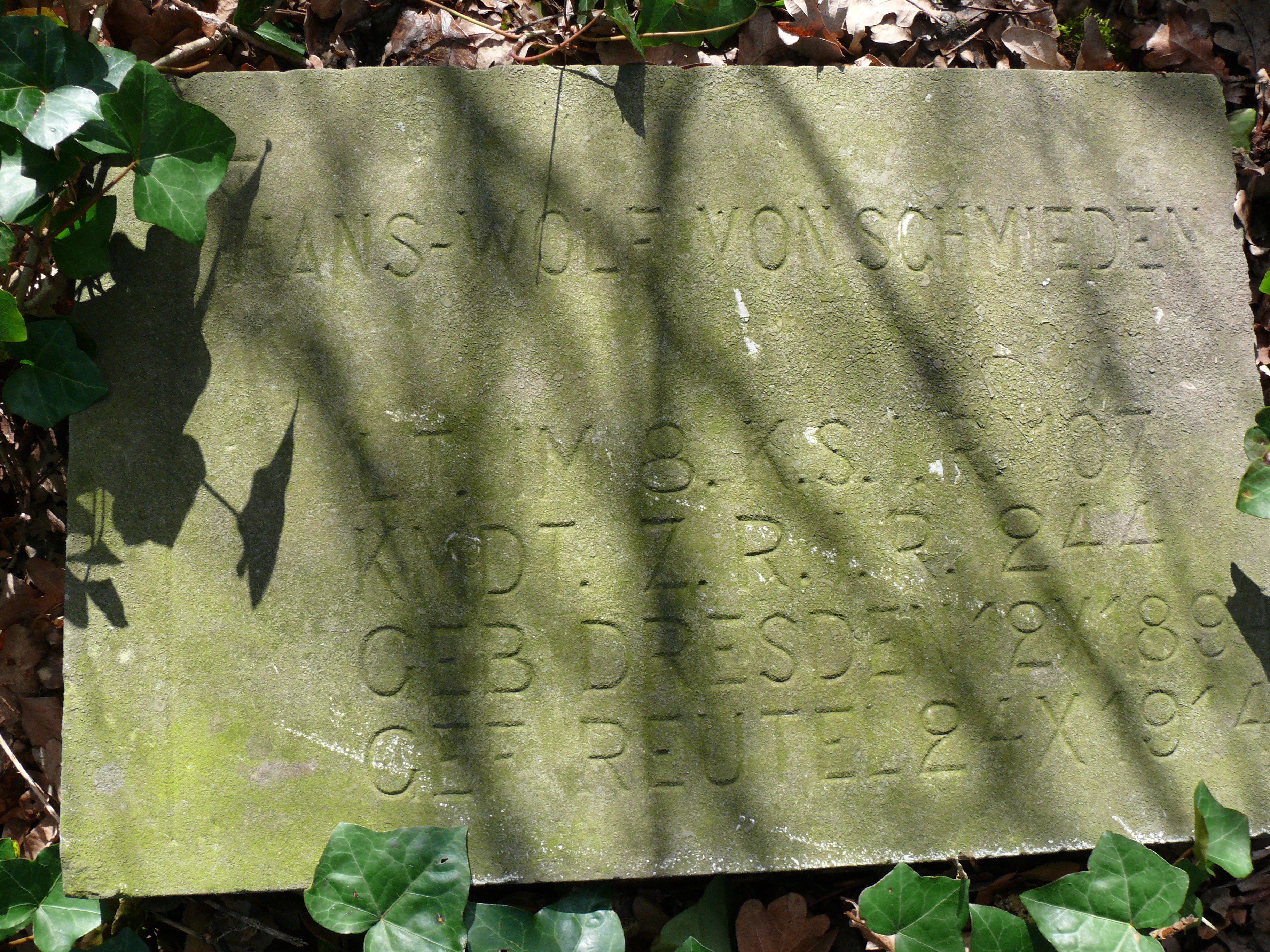
Foto des Grabsteins von Leutnant Hans Wolf von Schmieden auf dem Deutschen Soldatenfriedhof Menen in Flandern (Belgien).

Werner von Schmieden entstammte dem aus der Oberlausitz stammenden Adelsgeschlecht von Schmieden.
Sein Vater war der spätere königlich-sächsische Generalleutnant August von Schmieden. (1860–1939), seine Mutter Ida geb. Freiin von Berg (1869–1962). Seine Großeltern waren Maximilian August von Schmieden (Sohn von Carl Gottlob August von Schmieden und Martha Caroline geb. von Germar, Schwester von Kurt Ewald von Germar) und Bertha Mathilde geb. von Germar (Tochter von Kurt Ewald von Germar und Bertha Georgette geb. Gräfin von Wallwitz.) Sein Bruder war Hans Wolf von Schmieden (1894–1914, gefallen in Flandern) seine Schwester war Elsbeth von Koeller geb. von Schmieden (1903–2000).

## Leben
Von Schmieden besuchte ab Ostern 1903 das König-Albert-Gymnasium in seiner Vaterstadt und studierte Rechtswissenschaften an den Universitäten in Lausanne, München und Leipzig. In Lausanne wurde er im Sommersemester 1912 Mitglied der Studentenverbindung Germania Lausanne, bei der er später auch Ehrenmitglied wurde. 1915 absolvierte er das Referandarexamen. 1916 wurde von Schmieden, nachdem er seine Dissertation verfasst hatte, zum Dr. jur. promoviert. Die Veröffentlichung eines von ihm im gleichen Jahr verfassten Aufsatzes unter dem Titel Die persönliche Stellung der Landesbewohner im kriegerisch besetzten Gebiet nach modernem Völkerrecht, welcher in der juristischen Fachzeitschrift Archiv des öffentlichen Rechts erscheinen sollte, wurde von der Oberzensurstelle des Kriegspresseamtes in Berlin generell verboten, da die „Aufnahme und Besprechung von Etappenverordnungen in deutschen Fachzeitschriften unzulässig“ seien.
Anschließend wurde er zum Militärdienst eingezogen. Er wurde während des Ersten Weltkriegs im königlich-sächsischen Ulanenregiment Nr. 18 und als Meldereiter beim Stab der 105. Reserve-Infanterie-Brigade (53. Reserve-Division (3. Königlich Sächsische)), 1916 als Vizewachtmeister und juristischer Hilfsarbeiter beim Gericht des Generalgouvernements in Lodz eingesetzt. 1917 wurde er aus dem Militärdienst entlassen als Referendar beim Kreischef des Landkreises Warschau-Land beschäftigt.
1920 wurde er als Attaché in den Auswärtigen Dienst einberufen und in der Abteilung IV, der Nachrichtenabteilung des Auswärtigen Amtes, eingesetzt. 1924 wurde er als Legationssekretär auf Probe in den Auswärtigen Dienst übernommen und war fortan in der Abteilung II des Auswärtigen Amtes tätig, der Abteilung für Angelegenheiten des Handels, Verkehrs, Konsulatswesens, Staatsrechts, Zivilrechts, der Kunst und Wissenschaft, der Privatangelegenheiten Deutscher im Ausland und der Gegenstände, die das Justiz-, Polizei- und Postwesen, die Auswanderung, die Schiffsangelegenheiten, die Grenzsachen und Ausgleichungen mit fremden Staaten etc. betrafen.
1925 wurde er als Gesandtschaftsrat verbeamtet und war ab 1926 Mitglied der Delegation für den deutsch-französischen Handelsvertrag in Paris. Von 1927 bis 1932 war er zugleich Mitglied der Abteilung für geistige Zusammenarbeit im Sekretariat des Völkerbundes in Genf. In dieser Funktion war er von 1930 bis 1932 der Internationalen Kommission zur Untersuchung des Frauen- und Kinderhandels in Asien zugeteilt. 1932 erfolgte seine Beförderung zum Legationsrat und er wechselte 1934 in die Abteilung II des Auswärtigen Amtes und 1936–1945 in die außenpolitische Abteilung des Auswärtigen Amtes. 1937 wurde er zum Vortragenden Legationsrat (Botschaftsrat) befördert. 1938/1939 war er vom Amte suspendiert wegen Nichtübereinstimmung seiner Auffassung über eine sinnvolle deutsche Ostasienpolitik mit der des Reichsaußenministers. 1942 wurde Werner von Schmieden Stellvertreter des Beauftragten für Propaganda im Persönlichen Stab Ribbentrops, Karl Megerle.
Am 20. Juli 1944 befand sich Werner von Schmieden am Rande des Attentats im Hauptquartier „Wolfsschanze“. Hier wurde er von seinem Freund und Kollegen Hasso von Etzdorf, Verbindungsoffizier des Auswärtigen Amtes im Generalstab des Feldheeres am 19. Juli mittags im Auftrage des Generalquartiermeisters, General Eduard Wagner informiert, dass mit dem Eintreten des Eventualfalles innerhalb der nächsten 24 Stunden zu rechnen wäre. Werner von Schmieden war im Frühjahr 1941 noch vor dem Balkanfeldzug in die Pläne der Verschwörung gegen Hitler eingeweiht worden. Nach dem gescheiterten Attentat informierte er Etzdorf.

„Vornehmlich ist es wohl dem Umstand, dass der Chef unserer Gruppe, der General Wagner, am Sonntag nach dem Attentat nach einem ersten oberflächlichen Verhör durch Kaltenbrunner freiwillig aus dem Leben schied, nachdem er seine Angelegenheiten umsichtig geordnet hatte, zu verdanken, dass von den zu seinem Kreis gehörigen Vertrauten kaum einer gefaßt wurde.“

Nach dem Krieg ab Oktober 1945 war er Verteidiger im „Fall 11“ der Nürnberger Nachfolgeprozesse, dem Kriegsverbrecherprozess der Alliierten gegen Mitarbeiter des Auswärtiges Amtes („Wilhelmstraßen-Prozess“). Die Verteidiger verlangten mit Erfolg Einsichtnahme in alle belastenden Dokumente und die Durchsuchung der Aktenbestände nach Entlastungsmaterial. Werner von Schmieden wurde als Beauftragtem gestattet, das Berlin Document Center der USA-Militärregierung im Berliner Telefunkenhaus aufzusuchen. Er hat aus den Akten des Auswärtigen Amtes eine erste Bestandsaufnahme gemacht.
Von 1946 bis 1950 arbeitete er als freier Publizist. Er war für die deutsche protestantische Kirche und den Ökumenischen Rat der Kirchen tätig, insbesondere in der Flüchtlingsarbeit. Nach 1950 wurde er im Europarat in Straßburg tätig, 1951 als Leiter der Flüchtlingsabteilung und von 1952 bis 1957 als Direktor der Studien- und Forschungsabteilung.

## Ehrungen
Werner von Schmieden war Träger des Großen Bundesverdienstkreuzes mit Stern und der Sächsischen St. Heinrichs Nadel.

## Schriften (Auswahl)
- Zur Herkunft des hasenschlagenden Adlers als Herrschaftszeichen. In: Ernst Thomas Reimbold (Hrsg.): Symbolon. Jahrbuch für Symbolforschung. Neue Folge, Band 1. Gesellschaft für wissenschaftliche Symbolforschung e. V. Köln, Wienand Verlag, 1972, S. 79–84.
- Ein Familiengeschichtlicher Reisebrief aus St. Petersburg, 1969, (Privatdruck)
- Florenz um 1700. Baden-Baden [Werderstr. 10]: W. von Schmieden, 1968, [Privatdruck]
- Über die Herkunft unserer Familie. [Baden-Baden, Werderstr. 10: Selbstverlag], 1963
- Die Lebensdaten von Günther Heinrich Freiherr von Berg (1765–1843) und seinen Söhnen Edmund und Carl. Selbstverlag, Möckmühl 1963
- Die persönliche Stellung der Landesbewohner im kriegerisch besetzten Gebiet nach modernem Völkerrecht. Borna-Leipzig, 1916